# Остроушко, Леонид Константинович
Леонид Константинович Остроушко (10 августа 1936, Большой Токмак, Запорожская область — 3 декабря 2019) — советский футболист, полузащитник алма-атинского «Кайрата», тренер. Мастер спорта СССР (1963), Заслуженный тренер Казахской ССР (1974), заслуженный тренер России, заслуженный тренер Узбекистана.

## Биография
Карьера Остроушко — игрока прошла в главной команде Казахстана — «Кайрате». Он начал выступать в команде, когда она ещё называлась «Динамо».
6 сезонов отыграл в высшей лиге, провёл 200 матчей и забил 8 мячей. В 7 сезонах, проведённых в первой лиге, отличился 55 раз. При этом в 1957 году, играя в полузащите, стал лучшим бомбардиром клуба

## Достижения

### В качестве игрока
- в 1965 году в составе «Кайрата» занял 2 место в второй группе класса «А»

### В качестве тренера
- в 1969 году «Цементник» занял 2 место в классе «Б» в казахстанской зоне
- в 1970 году «Цементник» занял 1 место в классе «Б» в казахстанской зоне
- в 1971 году «Алатау» занял 2 место в классе «Б» в 5-й зоне
- в 1976 году «Кайрат» занял 1 место в чемпионате СССР (1 лига)
- в 1981 году «Шахтер» занял 2 место в чемпионате СССР (2 лига, 7 зона)
- в 1983 году «Кайрат» занял 1 место в чемпионате СССР (1 лига)
- в 1986 году «Кайрат» занял 7 место в чемпионате СССР — наилучший результат казахстанских клубов в чемпионате, но после замены по ходу турнира Остроушко на Сегизбаева.[источник не указан 2301 день]
- в 2000 году «Дустлик» стал чемпионом Узбекистана и выигрывает Кубок страны.[источник не указан 2301 день]
- в 2004 году минское «Динамо» станло чемпионом Белоруссии